# Современное пятиборье на летних Олимпийских играх 1980
Соревнования по современному пятиборью на летних Олимпийских играх 1980 года в Москве проходили с 20 по 24 июля на следующих спортивных аренах:
- Конкур (20 июля) — конноспортивный комплекс «Битца»
- Фехтование (21 июля) — универсальный спортивный комплекс ЦСКА на Ленинградском проспекте
- Пулевая стрельба (22 июля) — стрельбище «Динамо» в Мытищах
- Плавание (23 июля) — бассейн спорткомплекса «Олимпийский»
- Кросс (24 июля) — конноспортивный комплекс «Битца»

Самый юный участник: Георге Хорват  Швеция (20 лет 129 дней).
Самый возрастной участник: Павел Леднёв  СССР (37 лет, 118 дней).
Было разыграно 2 комплекта наград: в личном и командном первенствах среди мужчин. Зачёт вёлся одновременно как для личного, так и для командного первенства. В соревнованиях приняли участие 43 спортсмена из 17 стран. От каждой страны выступало не более трёх атлетов (полностью команду из 3 спортсменов выставили 12 стран, которые и разыграли награды в командном первенстве).
Советские спортсмены выиграли 2 золотые и 1 бронзовую медаль. Победа Анатолия Старостина стала первой и единственной победой советских спортсменов в личном первенстве в современном пятиборье в истории Олимпиад. Победа советской команды стала 4-й и последней её победой в командных первенствах (до этого команда СССР побеждала на Олимпиадах 1956, 1964 и 1972 годов).

## Медалисты
| Дисциплина           | Золото                                                    | Серебро                                                   | Бронза                                                        |
| Личное первенство    | Анатолий Старостин СССР                                   | Тамаш Сомбатхейи Венгрия                                  | Павел Леднёв СССР                                             |
| Командное первенство | СССР · Анатолий Старостин · Павел Леднёв · Евгений Липеев | Венгрия · Тамаш Сомбатхейи · Тибор Марачко · Ласло Хорват | Швеция · Сванте Расмусон · Леннарт Петтерссон · Георге Хорват |

## Результаты

### Личное первенство
- Олимпийский чемпион Монреаля-1976 поляк Януш Пыцяк-Пецяк занял лишь 6-е место.
- Чемпион Анатолий Старостин не показал абсолютно лучший результат ни в одном из 5 видов, залогом его победы стала стабильность.
- Только 3 призёра смогли набрать как минимум 1000 очков во всех 5 видах.
- Советскому спортсмену Павлу Леднёву, завоевавшему золото в команде и бронзу в личном зачёте, на момент завершения соревнований было 37 лет и 4 месяца (род. 23 марта 1943), что сделало его самым возрастным чемпионом и призёром в современном пятиборье в истории Олимпийских игр. До сих пор никому не удалось превзойти это достижение. Кроме того, в Москве Леднёв выиграл свою 6-ю и 7-ю олимпийские медали (всего за карьеру — 2 золота, 2 серебра и 3 бронзы), что делает его обладателем самой большой в истории коллекции олимпийских наград среди пятиборцев.

| Место | Спортсмен                  | Конкур  | победы/очки | результат/очки | результат/очки | результат/очки | Сумма очков |
| 1     | Анатолий Старостин (URS)   | 1068    | 29/1000     | 199/1110       | 1216           | 1174           | 5568        |
| 2     | Тамаш Сомбатхейи (HUN)     | 1100    | 30/1026     | 197/1088       | 1144           | 1144           | 5502        |
| 3     | Павел Леднёв (URS)         | 1026    | 30/1026     | 195/1022       | 1104           | 1204           | 5382        |
| 4     | Сванте Расмусон (SWE)      | 936     | 26/922      | 194/1000       | 1332           | 1183           | 5373        |
| 5     | Тибор Марачко (HUN)        | 980     | 28/964      | 192/956        | 1208           | 1171           | 5279        |
| 6     | Януш Пыцяк-Пецяк (POL)     | 1070    | 23/844      | 193/978        | 1172           | 1204           | 5268        |
| 7     | Леннарт Петтерссон (SWE)   | 1050    | 26/922      | 198/1088       | 1156           | 1027           | 5243        |
| 8     | Милан Кадлец (TCH)         | 1084    | 21/792      | 198/1088       | 1088           | 1177           | 5229        |
| 9     | Георге Хорват (SWE)        | 31/1036 | 24/870      | 200/1132       | 1152           | 1039           | 5229        |
| 10    | Хейкки Хулькконен (FIN)    | 980     | 29/1000     | 197/1066       | 1100           | 1081           | 5227        |
| 11    | Ян Олесиньский (POL)       | 1038    | 22/818      | 193/978        | 1160           | 1225           | 5219        |
| 12    | Поль Фур (FRA)             | 1018    | 26/922      | 197/1066       | 1244           | 944            | 5196        |
| 13    | Ивар Сисньега (MEX)        | 1058    | 20/766      | 190/912        | 1348           | 1102           | 5186        |
| 14    | Евгений Липеев (URS)       | 1100    | 24/870      | 186/824        | 1232           | 1150           | 5176        |
| 15    | Роберт Найтингейл (GBR)    | 950     | 20/766      | 194/1000       | 1212           | 1240           | 5168        |
| 16    | Ян Барто (TCH)             | 970     | 20/766      | 197/1066       | 1260           | 1096           | 5158        |
| 17    | Пьерпаоло Кристофори (ITA) | 1050    | 22/818      | 191/934        | 1120           | 1234           | 5156        |